# Ronde van Luxemburg 2001
De Ronde van Luxemburg 2001 (Luxemburgs: Tour de Luxembourg 2001) werd verreden van donderdag 14 juni tot en met zondag 17 juni in Luxemburg. Het was de 61ste editie van de rittenkoers, die in 2005 deel ging uitmaken van de UCI Europe Tour (categorie 2.HC). De ronde telde vijf etappes. Titelverdediger was de Italiaan Alberto Elli. Van de 135 gestarte renners bereikten 74 coureurs de eindstreep in Diekirch.

## Etappe-overzicht
| etappe | datum   | start       | finish      | afstand | winnaar             | klassementsleider  |
| ------ | ------- | ----------- | ----------- | ------- | ------------------- | ------------------ |
| 1e     | 14 juni | Echternach  | Dippach     | 182 km  | Fred Rodriguez      | Fred Rodriguez     |
| 2e     | 15 juni | Wormeldange | Beckerich   | 214 km  | Jaan Kirsipuu       | Fred Rodriguez     |
| 3e (A) | 16 juni | Dudelange   | Luxemburg   | 102 km  | Kim Kirchen         | Jørgen Bo Petersen |
| 3e (B) | 16 juni | Bettembourg | Bettembourg | 14.5 km | Raivis Belohvoščiks | Jørgen Bo Petersen |
| 4e     | 17 juni | Wiltz       | Diekirch    | 172 km  | Fabio Baldato       | Jørgen Bo Petersen |

## Etappe-uitslagen

### 1e etappe
| Echternach – Dippach (182 km) |                |                       |          |
| Plaats                        | Naam           | Ploeg                 | Tijd     |
| Winnaar                       | Fred Rodriguez | Domo-Farm Frites      | 4u26'22" |
| 2                             | Eddy Lembo     | Jean Delatour         | z.t.     |
| 3                             | Jens Heppner   | Team Deutsche Telekom | z.t.     |

| Algemeen klassement |                |                       |          |
| Plaats              | Naam           | Ploeg                 | Tijd     |
| Gele trui           | Fred Rodriguez | Domo-Farm Frites      | 4u26'12" |
| 2                   | Eddy Lembo     | Jean Delatour         | +00' 04" |
| 3                   | Jens Heppner   | Team Deutsche Telekom | +00' 06" |

### 2e etappe
| Wormeldange – Beckerich (214 km) |                     |                  |          |
| Plaats                           | Naam                | Ploeg            | Tijd     |
| Winnaar                          | Jaan Kirsipuu       | Ag2r Prévoyance  | 5u17'47" |
| 2                                | Alessandro Petacchi | Fassa Bortolo    | +00' 01" |
| 3                                | Robbie McEwen       | Domo-Farm Frites | z.t.     |

| Algemeen klassement |                  |                  |          |
| Plaats              | Naam             | Ploeg            | Tijd     |
| Gele trui           | Fred Rodriguez   | Domo-Farm Frites | 9u43'54" |
| 2                   | Eddy Lembo       | Jean Delatour    | +00' 09" |
| 3                   | Ivajlo Gabrovski | Jean Delatour    | +00' 11" |

### 3e etappe A
| Dudelange – Luxemburg (102 km) |                |                         |          |
| Plaats                         | Naam           | Ploeg                   | Tijd     |
| Winnaar                        | Kim Kirchen    | Fassa Bortolo           | 2u11'49" |
| 2                              | Jan van Velzen | Bankgiroloterij-Batavus | +00' 03" |
| 3                              | Tony Bracke    | Collstrop-Palmans       | +00' 07" |

| Algemeen klassement |                    |                  |           |
| Plaats              | Naam               | Ploeg            | Tijd      |
| Gele trui           | Jørgen Bo Petersen | Team Fakta       | 11u56'09" |
| 2                   | Fred Rodriguez     | Domo-Farm Frites | +00' 14"  |
| 3                   | Eddy Lembo         | Jean Delatour    | +00' 23"  |

### 3e etappe B
| Bettembourg – Bettembourg (individuele tijdrit over 14.5 km) |                     |                         |          |
| Plaats                                                       | Naam                | Ploeg                   | Tijd     |
| Winnaar                                                      | Raivis Belohvoščiks | Lampre-Daikin           | 0u17'24" |
| 2                                                            | Sergej Ivanov       | Fassa Bortolo           | +00' 13" |
| 3                                                            | Bart Voskamp        | Bankgiroloterij-Batavus | +00' 18" |

| Algemeen klassement |                     |                  |           |
| Plaats              | Naam                | Ploeg            | Tijd      |
| Gele trui           | Jørgen Bo Petersen  | Team Fakta       | 12u13'51" |
| 2                   | Raivis Belohvoščiks | Lampre-Daikin    | +00' 12"  |
| 3                   | Fred Rodriguez      | Domo-Farm Frites | +00' 35"  |

### 4e etappe
| Wiltz – Diekirch (172 km) |               |                         |          |
| Plaats                    | Naam          | Ploeg                   | Tijd     |
| Winnaar                   | Fabio Baldato | Fassa Bortolo           | 4u22'28" |
| 2                         | Bart Voskamp  | Bankgiroloterij-Batavus | z.t.     |
| 3                         | Kim Kirchen   | Fassa Bortolo           | z.t.     |

| Algemeen klassement |                     |                  |           |
| Plaats              | Naam                | Ploeg            | Tijd      |
| Gele trui           | Jørgen Bo Petersen  | Team Fakta       | 16u37'04" |
| 2                   | Raivis Belohvoščiks | Lampre-Daikin    | +00' 12"  |
| 3                   | Fred Rodriguez      | Domo-Farm Frites | +00' 35"  |

## Eindklassementen
| Plaats    | Naam                | Ploeg                        | Tijd      |
| --------- | ------------------- | ---------------------------- | --------- |
| Gele trui | Jørgen Bo Petersen  | Team Fakta                   | 16u37'04" |
| 2         | Raivis Belohvoščiks | Lampre-Daikin                | +00' 12"  |
| 3         | Fred Rodriguez      | Domo-Farm Frites             | +00' 35"  |
| 4         | Benoît Joachim      | US Postal Service            | +00' 51"  |
| 5         | Ivajlo Gabrovski    | Jean Delatour                | +00' 55"  |
| 6         | Corey Sweet         | Bankgiroloterij-Batavus      | +00' 57"  |
| 7         | Steffen Kjærgaard   | US Postal Service            | +00' 58"  |
| 8         | Rolf Aldag          | Team Deutsche Telekom        | +01' 07"  |
| 9         | Sergej Ivanov       | Fassa Bortolo                | z.t.      |
| 10        | Marcel Duijn        | Rabobank                     | +01' 09"  |
| 11        | Mauro Gerosa        | Tacconi Sport-Vini Caldirola | +01' 27"  |
| 12        | Oscar Pozzi         | Fassa Bortolo                | +01' 29"  |
| 13        | Jens Heppner        | Team Deutsche Telekom        | +01' 30"  |
| 14        | Eddy Lembo          | Jean Delatour                | +01' 31"  |
| 15        | Scott Sunderland    | Team Fakta                   | +01' 40"  |
|           |                     |                              |           |
| 33        | Björn Leukemans     | Vlaanderen-T Interim         | +07' 19"  |

| Plaats      | Naam               | Ploeg                   | Punten |
| ----------- | ------------------ | ----------------------- | ------ |
| Blauwe trui | Kim Kirchen        | Fassa Bortolo           | 34     |
| 2           | Bart Voskamp       | Bankgiroloterij-Batavus | 31     |
| 3           | Jørgen Bo Petersen | Team Fakta              | 24     |
|             |                    |                         |        |
| 23          | Björn Leukemans    | Vlaanderen-T Interim    | 5      |

| Plaats      | Naam             | Ploeg                   | Punten |
| ----------- | ---------------- | ----------------------- | ------ |
| Groene trui | Marco Serpellini | Lampre-Daikin           | 25     |
| 2           | Corey Sweet      | Bankgiroloterij-Batavus | 11     |
| 3           | Michael Skelde   | Team Fakta              | 11     |
|             |                  |                         |        |
| 10          | Tony Bracke      | Collstrop-Palmans       | 5      |
| 11          | Bart Voskamp     | Bankgiroloterij-Batavus | 5      |

| Plaats      | Naam             | Ploeg            | Punten |
| ----------- | ---------------- | ---------------- | ------ |
| Paarse trui | Fred Rodriguez   | Domo-Farm Frites | 7      |
| 2           | Ivajlo Gabrovski | Jean Delatour    | 7      |
| 3           | Marco Serpellini | Lampre-Daikin    | 6      |
|             |                  |                  |        |
| 9           | Karsten Kroon    | Rabobank         | 4      |

| Plaats     | Naam             | Ploeg                        | Tijd      |
| ---------- | ---------------- | ---------------------------- | --------- |
| Witte trui | Ivajlo Gabrovski | Jean Delatour                | 16u37'59" |
| 2          | Eddy Lembo       | Jean Delatour                | +00' 36"  |
| 3          | Sylwester Szmyd  | Tacconi Sport-Vini Caldirola | +00' 53"  |
|            |                  |                              |           |
| 4          | Addy Engels      | Rabobank                     | +01' 11"  |
| 7          | Björn Leukemans  | Vlaanderen-T Interim         | +06' 24"  |

| Plaats | Ploeg                   | Tijd      |
| ------ | ----------------------- | --------- |
|        | Team Deutsche Telekom   | 49u56'04" |
| 2      | Bankgiroloterij-Batavus | +00' 33"  |
| 3      | US Postal Service       | +01' 58"  |

1935 · 
1936 · 
1937 · 
1938 · 
1939 · 
1940 · 
1941 · 
1942 · 
1943 · 
1944 · 
1945 · 
1946 · 
1947 · 
1948 · 
1949 · 
1950 · 
1951 · 
1952 · 
1953 · 
1954 · 
1955 · 
1956 · 
1957 · 
1958 · 
1959 · 
1960 · 
1961 · 
1962 · 
1963 · 
1964 · 
1965 · 
1966 · 
1967 · 
1968 · 
1969 · 
1970 · 
1971 · 
1972 · 
1973 · 
1974 · 
1975 · 
1976 · 
1977 · 
1978 · 
1979 · 
1980 · 
1981 · 
1982 · 
1983 · 
1984 · 
1985 · 
1986 · 
1987 · 
1988 · 
1989 · 
1990 · 
1991 · 
1992 · 
1993 · 
1994 · 
1995 · 
1996 · 
1997 · 
1998 · 
1999 · 
2000 · 
2001 · 
2002 · 
2003 · 
2004 · 
2005 · 
2006 · 
2007 · 
2008 · 
2009 · 
2010 · 
2011 · 
2012 · 
2013 · 
2014 ·
2015 ·
2016 ·
2017 ·
2018 ·
2019 ·
2020 ·
2021 · 2022 · 2023 · 2024